# I-21
El I-21 (イ-21?) fue un submarino portaaviones del Tipo B1 de la Armada Imperial Japonesa que participó en la Segunda Guerra Mundial hasta su hundimiento en 1943.

## Descripción
El I-21, con un desplazamiento de 2.600 t en superficie, tenía la capacidad de sumergirse hasta 100 m, desarrollando entonces una velocidad máxima de 8 nudos, con una autonomía de 96 millas náuticas a una velocidad reducida de 3 nudos. En superficie, su autonomía era de 14.000 millas náuticas a una velocidad de crucero de 16 nudos, desarrollando una velocidad máxima de 23,6 nudos. Trasportaba un hidroavión biplaza de reconocimiento Yokosuka E14Y conocido por los Aliados como Glen, almacenado en un hangar hidrodinámico en la base de la torre de la vela.

## Historial

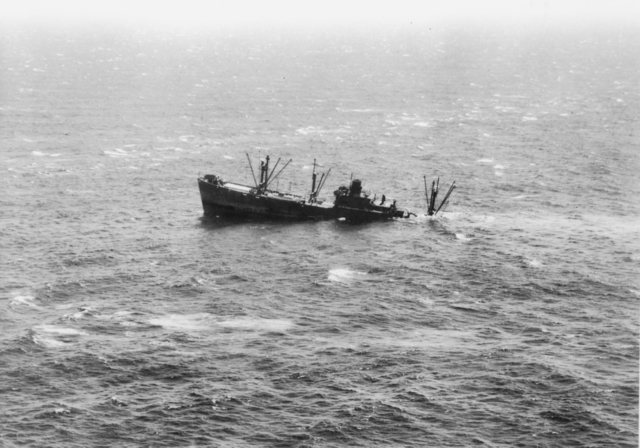
Starr King hundiéndose luego de ser atacado por el submarino I-21,cerca de Port Macquarie, el 10 de febrero de 1943.

En la Segunda Guerra Mundial el I-21 tuvo su primera misión durante el ataque a Pearl Harbor, cuando patrulló al norte de Oahu para hundir cualquier buque que tratase de dejar la base estadounidense. El 11 de diciembre de 1941 trata de perseguir al portaaviones estadounidense USS Enterprise, pero problemas tanto en sus motores diésel como eléctricos le impiden darle caza. Es localizado sucesivamente por varios Douglas SBD Dauntless que le fuerzan a sumergirse en cada ocasión, hasta que el 13 de diciembre el capitán Kanji Matsumura decide enfrentarse a su atacante. No logra derribarlo y el atacante lanza una bomba que cae junto a la banda de babor del submarino, afortunadamente sin estallar.
El 23 de diciembre, patrullando cerca de la costa de California, localiza y hunde al petrolero Montebello con dos torpedos lanzados a 2.000 metros de distancia, uno de los cuales no detona. Los 38 tripulantes abandonan el petrolero y el I-21 realiza varios disparos con su cañón para acelerar el hundimiento. El mismo día ataca también a otro petrolero, el Idaho, dañándolo aunque sin hundirlo.
El 5 de mayo de 1942, y tras perseguirlo durante dos horas, torpedea y hunde al transporte estadounidense John Adams, el primer Clase Liberty hundido en el océano Pacífico. Dos días después hace lo propio con el mercante griego Chloe, hundiéndolo con 70 disparos de cañón tras detonar prematuramente los dos torpedos lanzados. El capitán Matsumura ofrece provisiones a los botes de los náufragos y les indica la ruta a Numea.
Desde el 19 hasta el 30 de mayo, el hidroavión del I-21 realiza varios vuelos de reconocimiento sobre puertos australianos y neozelandeses. Tras un último reconocimiento en Sídney, el E14Y capota al tratar de amarar en un mar picado. Al día siguiente se lleva a cabo el ataque a la bahía de Sídney.
El 12 de junio hunde un nuevo transporte a 40 millas de Sídney, el Guatemala, de bandera panameña. El 9 de noviembre ataca a otro Clase Liberty, el Edgar Allan Poe, que requiere de remolque para llegar a puerto. 
El I-21 resultó hundido cerca de Tarawa por un Grumman TBF Avenger del portaaviones USS Chenango el 29 de noviembre de 1943. No hubo supervivientes. 